# هارلم شيك (ميم إنترنت)
هارلم شيك (بالإنجليزية: Harlem Shake)‏ هي رقصة وميم إنترنت انتشرت على مواقع التواصل الاجتماعية في 2013 بسبب فيديو على موقع اليوتيوب لمستخدم يدعى فيلثي فرانك حيث قام فيلثي فرانك برفع أول فيديو للرقصة، وبعدها قام خمسة مراهقين من كوينزلاند في أستراليا برفع فيديو مدته 31 ثانية نال أكثر من 19 مليون مشاهدة، فأعجب الناس بالفكرة، وحاولوا تقليدها مما أدى هذا في انتشارها عالميا.

## الفكرة
هارلم شيك هي عبارة عن حركات وإيماءات جسدية، تبدأ بأداء فرد واحد قد يرتدى قناعاً على رأسه، ثم يتداخل معه من حوله، وارتبط ظهورها بالمراهقين وهم في حالة إفراطهم في الشرب.
ويرى البعض أن هذه الرقصة ظهرت عام 2013، إلا أنها في حقيقة الأمر تعود إلى عام 1981 عندما قام بها شخص يعرف باسم «آل بي» أثناء مباراة كرة السلة في هارلم روكر بارك، ومن هنا جاء الاسم هارلم شيك. وكانت حركات رقصته غريبة بسبب إفراطه في الشرب، ثم أضاف لها هاريسون باور الموسيقى، وامتدت الرقصة إلى الرسوم المتحركة للمسلسل الأمريكى عائلة سمبسون، ثم انتشرت خارج أمريكا عام 2001 عندما جسدت في فيديو كليب «فلنحصل عليها» (بالإنجليزية: Let's Get It)‏ لمغنى الهيب هوب المنحدر من هارلم جي ديب ومغنى راب P. Diddy.

## الانتشار
أول مستخدم على اليوتيوب يقوم بهذه الرقصة يدعى فيلثي فرانك في فيديو مدته 3 دقائق تم رفعه في 30 يناير 2013. بعدها في 2 فبراير 2013 ظهر خمسة مراهقين من كوينزلاند بأستراليا في فيديو مدته 31 ثانية نال 16,574,754 مشاهدة على موقع اليوتيوب، وحاول تقليده الآخرون بانتاج فيديوهات مماثلة. تقول إحصائيات اليوتيوب ان عدد مقاطع الفيديو التي تم تحميلها وصل إلى أكثر من 40,000 مقطع منذ بداية شهر فبراير وتجاوز مجموع المشاهدات 175 مليون مشاهد في غضون أسابيع فقط.

## الاستخدام السياسي
أصبحت «الهارلم شيك» تستخدم ضد الأنظمة الحاكمة والسياسيين في العالم العربي. فاستخدمها شباب مصريون أمام مكتب الإرشاد الخاص بجماعة الإخوان المسلمين بمصر للاحتجاج على سياسات الإخوان، واستخدمها بعض شباب الإخوان للسخرية من جبهة الإنقاذ المصرية. وفي تونس استخدمت للاحتجاج ضد السلفيين.

## وصلات خارجية
- [2]

مجلة روزاليوسف: الـ«هارلم شيك» توحد العالم في 30 ثانية وتسخر من «مرسى» و«الشاطر»!
- جريدة الشروق: بالفيديو.. رقصة الـ«هارلم شيك» تغزو السعودية
- Mashable- YouTube: Here's How 'Harlem Shake' Went Viral